# ミツクリザメ
ミツクリザメ（箕作鮫、学名：Mitsukurina owstoni、英: Goblin shark）は、ネズミザメ目ミツクリザメ科に属するサメ。ミツクリザメ科はミツクリザメ属 Mitsukurina 1属で、本種のみを含む。希少種。日本の東京湾、駿河湾、相模湾などをはじめ、世界各地で散発的に報告されている。表層から水深1,300 m、あるいはそれ以上の深海に生息する。推定全長6m。ブレード状の長い吻が特徴である。写真や図では顎が飛び出した状態のものが多いが、通常遊泳時は奥に引っ込んでいる。

## 名前の由来
学名 Mitsukurina owstoni は発見者アラン・オーストンと、東京大学三崎臨海実験所の初代所長であった箕作佳吉に捧げられたものである。オーストンはイギリスの貿易商であったが、実験所の研究に理解を示し、ドレッジ（とくに深所にいる海洋生物を採集するための網）で捕獲した生物をたびたび寄贈していたようである。ある日、彼は相模湾を航行中に、これまでに見たことのない奇妙な生物を採集した。このミツクリザメの記念すべき第1号は実験所に寄贈された後、1898年、箕作のアメリカ訪問の際に持ち出され、魚類学者デイビッド・スター・ジョーダンにより全くの新種であることが確認され、Mitsukurina owstoni と名づけられた。
英語では Goblin shark と呼ばれているが、これは本種の別名、テングザメの翻訳である。

## 地理的分布・生息環境
世界各地から報告があるが、出現はまれ。これまでの報告はほとんどが日本からのものである。とくに駿河湾や相模湾など水深が1,000 m以上になる深海湾でよくみられる。また千葉県沖の東京湾海底谷（とうきょうわんかいていこく）の入り口で多くの幼魚が見つかり漁の網にかかることがある。2003年にはそれまで報告がなかった台湾の北西沖で、100尾を超える非常に多数のミツクリザメが漁獲されている。他には、太平洋西部のオーストラリアや大西洋のギアナ、ビスケー湾、マデイラ諸島、インド洋の南アフリカなどの周辺海域で生息が確認されている。生息水深帯は30 - 1,300 m以深。

## 形態

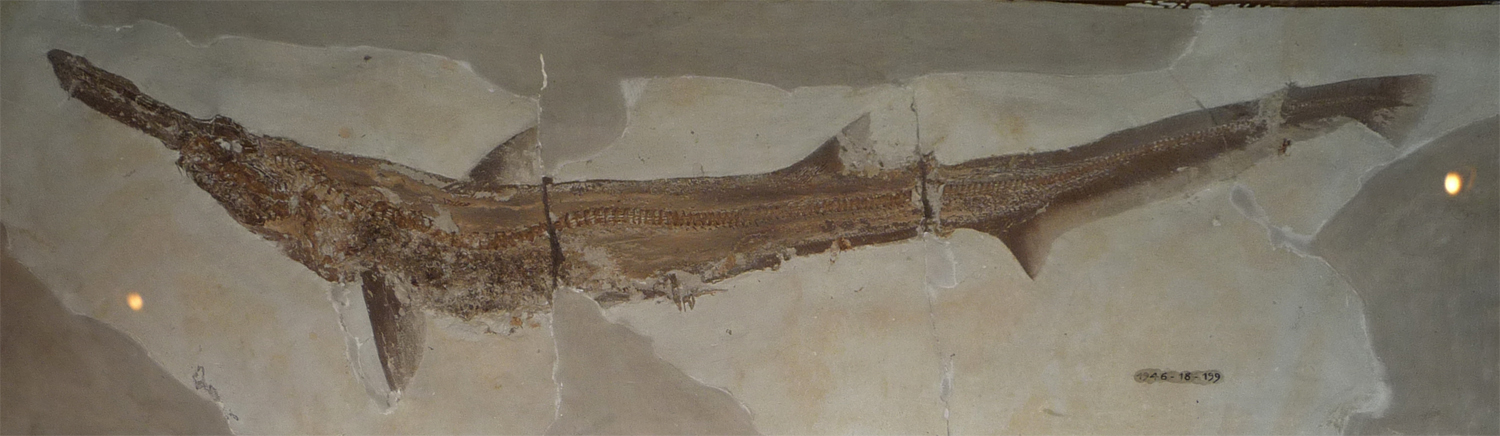
白亜紀に生息していたスカパノリンクス。ミツクリザメに非常によく似た形態をしている。

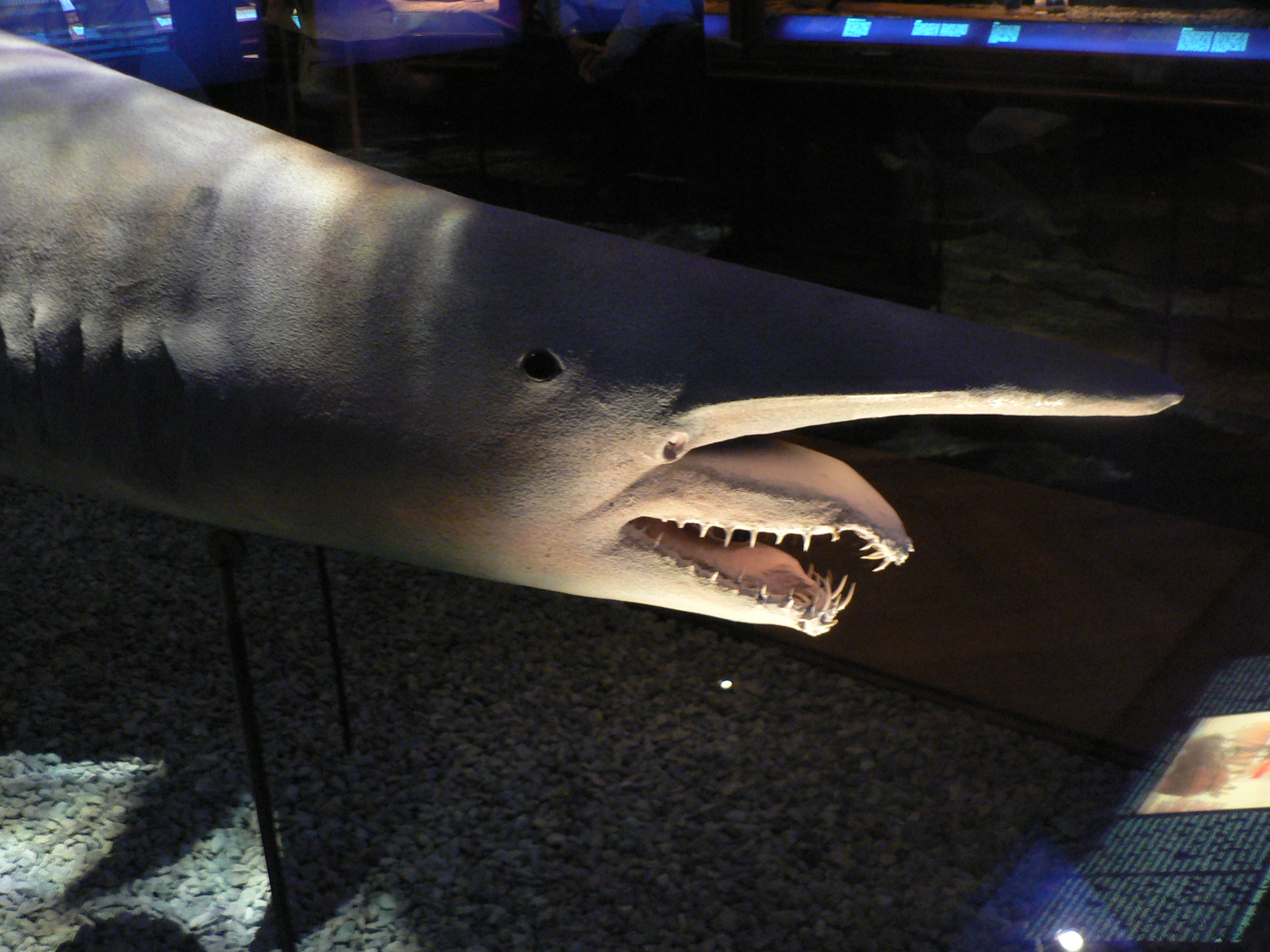
口部分の模型

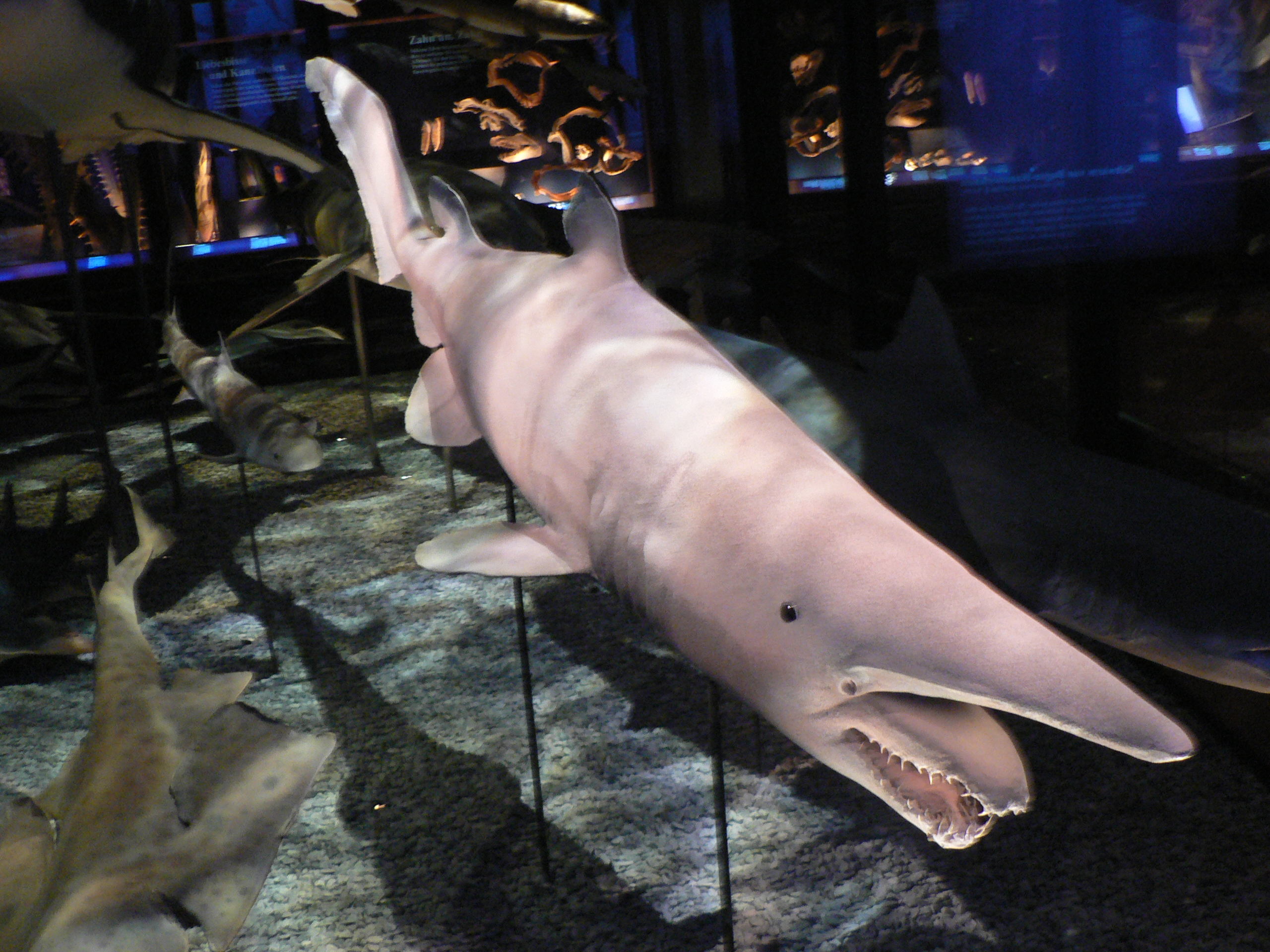
ミツクリザメ（模型）

最大全長は推定540～617 cm。生存時の体色はやや灰色がかった薄ピンク色で、死後は褐色、さらに時間が経過すると灰色になる。やや透明な皮膚の下には血管が走っており、それが生きているときの独特なピンク色を生み出している。
背には比較的小さな背びれを2基、また胸びれ、腹びれ、臀びれを備える。尾びれは上葉（上半分）が長く、下葉（下半分）は上葉に比べてかなり短い。このタイプの尾鰭を持つサメは底生性であることが多く、あまり速くは泳げないと考えられる。体には古代のサメの特徴を残しており、生きている化石などとも呼ばれる。大きく突出した扁平な吻（頭部先端のとがった部分）が特徴である。吻には電気受容器のロレンチニ瓶を多数備えており、海底の餌を探すのに役立っている。吻は軟骨性で柔軟なため、カジキ類の吻のように攻撃や防御を行うには適していない。
ミツクリザメは顎が前方に突出した姿で描かれることが多いが、突出自体はサメ類が共通して持っている性質であり、さほど驚くに値しない。本種の場合は顎が容易に、しかもかなり顕著に突出して目立つため、そのように描かれるのであろう。上顎は湾曲し、鳥のくちばしのような形をしている。口の前半部の歯は長くとがり、表面は滑らかで内側に向けて曲がっている。それに対して後半部の歯はやや短く、ものを噛み砕くのに適している。
ミツクリザメは船上で逆さに吊り上げられると顎が飛び出し、くちばしのような口には多数の鋭い歯がむき出しになる。自身の体重で顔は膨らみ、ブヨブヨした軟らかい体はみるみる褐色に変色、さらに大量出血により全身が赤く染まる（深海棲息のため、水揚げに伴う周囲の水圧の有無・変化に因るとされる）。

## 生態
ミツクリザメはその長い吻を使って海底の餌生物を探し出し、大きく顎を突出させて獲物を捕らえるものと考えられており、長く鋭く伸びた棘のような歯は、肉を食いちぎるというより、くわえた獲物を逃がさないために働いていると推測される。カニなど硬い甲羅をもつものは奥歯で噛み砕いて食べる。餌は主に深海性の甲殻類や頭足類、硬骨魚類や他のサメ類である。
雄の成熟サイズは全長264 cm、雌は全長335 cm。正式に報告はされていないが2023年6月13日に台湾の宜蘭県南澳郷沖水深800mで捕獲された4.7m、800kgの雌から胎児6尾が確認された。
ネズミザメ目に広くみられる卵食型と予想されている。

## 人との関わり
2008年（平成20年）8月31日に放送された『NHKスペシャル』と2010年5月15日に放送されたTBSのバラエティ番組『飛び出せ!科学くん』の中で、ミツクリザメがダイバーの腕に噛み付くシーンが放送されたが、これはサメの顎の動きを確かめるために敢えて噛ませたものであり、基本的には人に対して危害を加えることはない。
水族館での生体展示はごくまれにあるものの、長期飼育は困難である。東海大学海洋科学博物館（静岡県）や沼津港深海水族館（静岡県）、あわしまマリンパーク（静岡県）、伊豆三津シーパラダイス（静岡県）、葛西臨海水族園（東京都）、新江ノ島水族館（神奈川県）で数回の生体展示実績がある。
剥製標本は世界各地の水族館や博物館が所有している。一部では販売も行っている。日本では、しながわ水族館（東京都）、京急油壺マリンパーク（神奈川県）、葉山しおさい博物館（神奈川県）、世界クワガタムシ博物館（埼玉県）、駿河湾深海生物博物館（静岡県）などで見ることができる。
東海大学海洋科学博物館、沖縄美ら海水族館では液浸標本を展示している。
2013年11月13日、神奈川県横須賀市の相模湾長井沖で、水深約300mの海底に設置されたカニ漁の刺し網にミツクリザメ13匹がかかっているのが発見された。体長およそ1.5mほどで若い成体と見られ、発見時に生存していた11匹が八景島シーパラダイスに移送され、翌11月14日から飼育展示されていたが、11月18日朝までにすべての個体が死亡し、展示を終了した。同水族館ではこれ以外にも複数の飼育記録を持っている。
2016年12月24日には下田海中水族館（静岡県）に1.5mほどの個体が5匹搬入され、そのうち3匹を展示していた。